# Rodolfo Volk
Rodolfo „Sigghefrido“ Volk, italianisiert auch Rodolfo Folchi (* 14. Jänner 1906 in Rijeka, Österreich-Ungarn; † 2. Oktober 1983 in Nemi, Italien) war ein italienischer Fußballspieler. Der Mittelstürmer war der erste Spieler des AS Rom, der Torschützenkönig der höchsten italienischen Spielklasse wurde.

## Karriere
Rodolfo Volk begann seine Karriere in seiner Heimatstadt, die zum damaligen Zeitpunkt zu Italien gehörte. Sein Verein Gloria Fiume spielte dementsprechend im italienischen Ligasystem, 1926 wurde in der viergleisig geführten zweiten Liga Nord der dritte Platz erreicht. 
Im selben Jahr hatte Volk seinen Militärdienst anzutreten, der ihn nach Florenz führte. Er erhielt jedoch keine Erlaubnis, neben dem Dienst für den damaligen Zweitligisten AC Florenz zu spielen. Volk setzte sich eigenmächtig über dieses Verbot hinweg, lief für die Florentiner unter dem Namen Bolteni auf und erzielte elf Tore in der Saison 1926/27. Danach kehrte er nach Rijeka zurück, wo Gloria mittlerweile mit dem Lokalrivalen Olympia Fiume fusioniert hatte, der neue Verein spielte nunmehr unter dem Namen US Fiumana in der zweiten Liga und erreichte mit Volk in seiner ersten Saison einen Mittelfeldplatz.
Danach wechselte Volk in die Hauptstadt zur im Jahr zuvor durch Fusion entstandenen AS Rom, wo er auf Anhieb überzeugen konnte und zum Publikumsliebling wurde. Schon in seiner ersten Saison erzielte er 25 Tore und war damit maßgeblich am dritten Gruppenplatz der Römer in der letztmals zweigleisig durchgeführten italienischen Meisterschaft beteiligt. In der Folgesaison belegte die Roma den sechsten Platz und Volk war mit 21 Toren hinter Giuseppe Meazza Zweiter in der Torschützenliste, zudem gelang ihm im Dezember 1929 das erste Tor in der Geschichte des Derby della Capitale gegen Lazio Rom. Es folgte sein erfolgreichstes Jahr in Rom, wo die Mannschaft hinter Juventus Turin Vizemeister wurde und Volk mit 29 Toren den Titel des Capocannoniere holte. Im Mitropapokal 1931 schied man im Halbfinale gegen den späteren Sieger First Vienna FC aus. Nach zwei weiteren Jahren verließ er den Verein, wo es zu internen Differenzen gekommen war. Insgesamt bestritt er für die Römer 157 Spiele, schoss 103 Tore und ist mit 42 Toren der erfolgreichste Torschütze im Campo Testaccio, dem Stadion der Roma von 1929 bis 1940.
Zunächst spielte er danach eine Saison bei Pisa SC, wo unter dem Trainer György Orth und mit Hilfe von 16 Toren durch Volk der Aufstieg in die Serie B gelang. Nach einer Saison bei US Triestina kehrte der Stürmer wieder in seine Heimatstadt zurück, wo er bis 1942 bei der US Fiumana in der dritten bzw. zweiten Liga spielte.
Volk konnte zwar in fünf Einsätzen in der italienischen B-Nationalmannschaft fünf Treffer verzeichnen, in die A-Nationalmannschaft wurde er jedoch nie einberufen.
Nach Ende seiner Karriere als Fußballer arbeitete er als Portier bei der Totogesellschaft Totocalcio.

## Erfolge
- Italienischer Vizemeister: 1930/31
- Mitropapokal 1931: Halbfinale
- Torschützenkönig der Serie A: 1930/31